# Saint-Mars-d'Outillé
Saint-Mars-d'Outillé är en kommun i departementet Sarthe i regionen Pays de la Loire i nordvästra Frankrike. Kommunen ligger i kantonen Écommoy som tillhör arrondissementet Le Mans. År 2022 hade Saint-Mars-d'Outillé 2 471 invånare.

## Befolkningsutveckling
Antalet invånare i kommunen Saint-Mars-d'Outillé
| Referens: INSEE |